# Myiarchus nuttingi
El  copetón de Nutting (en México y Costa Rica) (Myiarchus nuttingi), también conocido como papamoscas de Nutting, copetón acahualero o papamoscas huí (en México), chilero de Nutting (en Honduras), güis crestipardo menor (en Nicaragua) o atrapamoscas de Nutting,  es una especie de ave paseriforme de la familia Tyrannidae perteneciente al numeroso género Myiarchus. Es nativo de la pendiente del Pacífico de México y de América Central. 

## Distribución y hábitat
Se distribuye a lo largo de la pendiente del Pácífico, desde el noroeste de México, hacia el sur por Guatemala, El Salvador, Honduras, Nicaragua, hasta el noroeste de Costa Rica, con una población aislada en el interior centro oriental de México.
Esta especie es considerada de poco común a común en sus hábitats naturales: los bosques caducifolios tropicales y bosques espinosos; bosques arbustivos áridos a semiáridos, áreas semiabiertas con arbustos y pequeños árboles, y el interior y los bordes de selvas húmedas o caducifolias y crecimientos secundarios. Desde el nivel del mar hasta los 1800m de altitud.

## Sistemática

### Descripción original
La especie M. nuttingi fue descrita por primera vez por el ornitólogo estadounidense Robert Ridgway en 1882 bajo el mismo nombre científico; su localidad tipo es: «Hacienda La Palma, Golfo de Nicoya, oeste de Costa Rica».

### Etimología
El nombre genérico masculino «Myiarchus» se compone de las palabras del griego «μυια muia, μυιας muias» que significa ‘mosca’, y «αρχος arkhos» que significa ‘jefe’; y el nombre de la especie «nuttingi», conmemora al zoólogo estadounidense Charles Cleveland Nutting (1858–1927).

### Taxonomía
En el pasado fue considerada conespecífica con Myiarchus cinerascens pero difieren en la vocalización y en la morfología. La subespecie flavidior podría tratarse de una especie separada ya que difiere en la vocalización y en las características del hábitat.

### Subespecies
Según las clasificaciones del Congreso Ornitológico Internacional (IOC) y Clements Checklist/eBird se reconocen tres subespecies, con su correspondiente distribución geográfica:
- Grupo politípico nuttingi/inquietus:
  - Myiarchus nuttingi inquietus Salvin & Godman, 1889 – oeste y centro de México (centro oeste de Sonora al sur hasta Chiapas, al este hasta el sur de San Luis Potosí e Hidalgo).
  - Myiarchus nuttingi nuttingi Ridgway, 1882 – valles áridos del interior desde el sur de México (Oaxaca y Chiapas) a través de Guatemala (río Motagua), Honduras (valles de Choluteca y Comayagua) y oeste de Nicaragua (laderas áridas en las vecindades de Matagalpa) hasta el noroeste de Costa Rica (bosques tropicales caducifolios de Guanacaste).

- Grupo monotípico flavidior:
- Myiarchus nuttingi flavidior van Rossem, 1936 – tierras bajas del Pacífico del sur de México (Oaxaca y Chiapas) al sur hasta el oeste de Nicaragua.